# Giacomo Piscicelli
Giacomo (ou, Jacopo) Piscicelli (falecido em 1507) foi um prelado católico romano que serviu como bispo de Lecce de 1502 a 1507.

## Biografia
Giacomo, ou Jacopo, Piscicelli, nasceu na família nobre napolitana dos Piscicelli.
No dia 24 de março de 1502, foi nomeado pelo Papa Alexandre VI como Bispo de Lecce. Serviu como Bispo de Lecce até à sua morte em 1507.